# Tom Green
Michael Thomas Green (født 30. juli 1971) bedre kendt som Tom Green er en canadisk komiker og tidligere rapper. Han startede inden for showbusiness med at lave rapmusik i gruppen Organized Rhyme. I midthalvfemserne fik han tv-programmet The Tom Green Show, som blev vist på MTV. Efterfølgende har han medvirket i flere spillefilm, bl.a. Charlie's Angels, og Road Trip. Efter det lavede han sin egen film Freddie Got Fingered. Mellem 2013 til 14 var han vært for showet Tom Green Live. 

## Filmografi
- The Chicken Tree (1998)
- Clutch (1998)
- Something Smells Funny (video) (1999)
- Superstar (1999)
- Road Trip (2000)
- Charlie's Angels (2000)
- Freddy Got Fingered (2001)
- Pirates of Silicone Valley (2001)
- Stealing Harvard (2002)
- The True Meaning of Christmas Specials (2002)
- Grind (2003)
- Bob the Butler (2005)